# Foveades
Foveades (лат.) — род чешуекрылых из подсемейства Hypeninae, описанный английским энтомологом Джордж Бетюном-Бейкером в 1908 году.

## Описание
Щупики самцов длинные прямые, густо покрыты чешуйками. Усики двусторонее гребенчатые.

## Cистематика
В состав рода включают три вида:
- Foveades aroensis Bethune-Baker, 1908 — Новая Гвинея, Австралия (Квинсленд)
- Foveades bisectalis (Wileman, 1915) — Тайвань
- Foveades squamata (Hampson, 1918) — Острова Луизиада

В каталоге чешуекрылых Тайваня вид Foveades bisectalis помещен в род Bertula.

## Распространение
Представители рода встречаются на Тайване, в Папуа — Новой Гвинее и Австралии.